# Amalocalyx microlobus
Amalocalyx microlobus är en oleanderväxtart som beskrevs av Jean Baptiste Louis Pierre. Amalocalyx microlobus ingår i släktet Amalocalyx och familjen oleanderväxter. Inga underarter finns listade i Catalogue of Life.